# Toyota Corolla Cross
Toyota Corolla Cross este un SUV crossover compact (segmentul C) comercializat de producătorul japonez de automobile Toyota din 2020. „Adoptând” numele Corolla, se poziționează ca o alternativă mai practică și mai mare la modelul C-HR și este construit pe aceeași platformă ca a douăsprezecea generație a Corolei.